# إنتربرايز (مكوك فضاء)

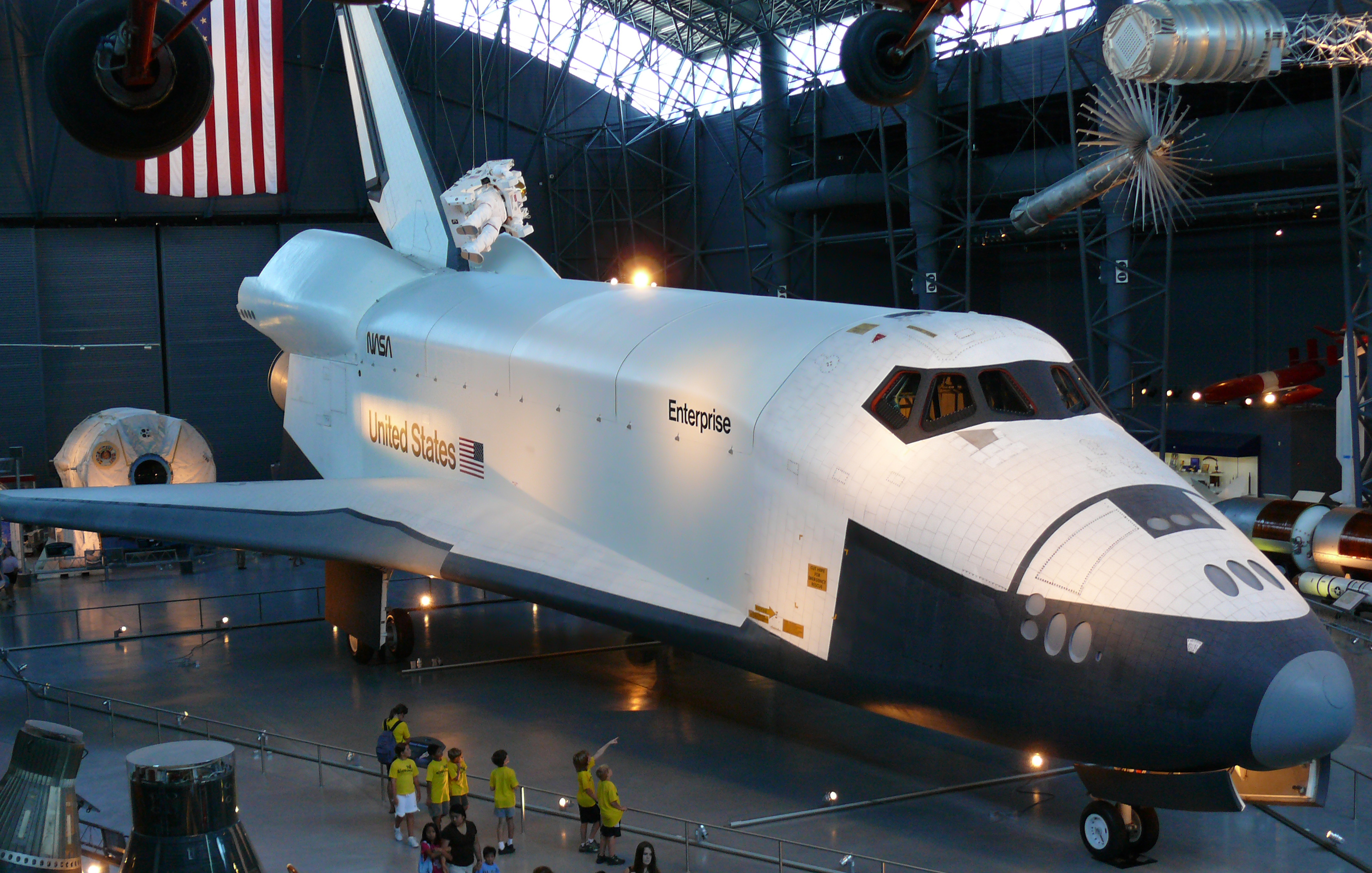
انتيربرايز معروضًا في متحف فضائي

إنتربرايز (تعيين ناسا: OV-101) أول مكوك فضاء لوكالة ناسا وصمم لإجراء اختبارات الطيران ولم يكن مزوداً بمحرك ذاتي أو درع حماية حرارية لذلك لم يكن مصمم للسفر للفضاء بل لإجراء الاختبارات المتعلقة بالإقلاع والهبوط والتعديل على التصميم الأساسي وقتها وكان المكوك كولومبيا وتشالنجير. كما اُستُخدم بعض أجزاؤه في اختبارات إعادة تمثيل كارثة مكوك كولومبيا.
مع الانتهاء من الاختبارات أعيد إلى مصنع روكويل في بالم دايل في أكتوبر 1979 وكان تفكيكه جزئياً للسماح لمكونات معينة لإعادة أستخدامها في المكوكات الأخرى.
خلال عامي 1983 و 1984، دار المكوك في  جولة دولية يزور فرنسا، ألمانيا، إيطاليا، المملكة المتحدة، كندا، والولايات الأمريكية من ولاية كاليفورنيا، ألاباما و ويزيانا (خلال ولاية لويزيانا المعرض العالمي 1984 ).
المؤسسة في الأصل كانت تنوي تجديد الطيران المداري لتصبح المركبة الفضائية الثانية في الخدمة، في كولمبيا أثناء البناء تفاصيل التصميم الأخير، فقد تغير ليكون أسهل وأقل تكلفة لبناء تشالنجر حول الهيكل الذي عرض في المقال التجربي. وقد عدلت المؤسسة لتحل مكان تشالنجر بعد تدميره، كما بُنيَّ الديفور مما تبقى من قطع الغيار بدلا عن ذلك.
رمم المشروع وعرض في 2003 في مركز ستيفن أدفر هيزي الجديد التابع لمؤسسة سميثسونين في فيرجينيا بعد تقاعد أسطول المكوك الفضائي نقل المشروع إلى نيويورك في متحف الفضاء في بحر الانتربايت حيث يعرض هناك منذ يوليو 2012.

## الفرق بين هذا انتربرايس والمشاريع المستقبلية
أن تصميم هذا المشروع لم يكن كما هو مخطط له في كولومبيا، ففي نموذج الرحلة الأول؛ تم بناء جسم الطائرة الخلفي بشكل مختلف، ولم يكن لديها واجهات لتركيب كبسولات OMS. كم أنه لم يثبت عدد كبير من الأنظمة الفرعية - بدءًا من المحركات الرئيسية إلى معدات الرادار في مشروع المكوك الفضائي، ولكن تم الاحتفاظ بالقدرة على إضافتها في المستقبل، حيث كانت وكالة ناسا تهدف في الأصل إلى تجديد المركبة المدارية لرحلات الفضاء في نهاية اختبارها بدلاً من نظام الحماية الحرارية، فقد غُطي سطحه ببلاط محاكاة مصنوع من رغوة البولي يوريثان.
تم استخدام الألياف الزجاجية للألواح الأمامية بدلاً من ألواح الكربون والكربون المعزز للمركبات المدارية المناسبة للرحلات الفضائية. كانت عينات قليلة من البلاط  الحراري وبعض أغطية النومكس حقيقية. استخدمت المؤسسة خلايا الوقود لتوليد قوتها الكهربائية، لكنها لم تكن كافية لتشغيل المركبة المدارية لرحلات الفضاء.تفتقر المؤسسة أيضًا إلى محركات الدفع بنظام التحكم  والآليات الهيدروليكية لمعدات الهبوط؛ وفتحت أبواب معدات الهبوط ببساطة من خلال استخدام البراغي المتفجرة ويتم إسقاط الترس عن طريق الجاذبية فقط.
نظرًا لأنه اُستُخدم فقط لاختبار الغلاف الجوي. تميز المشروع بمسمار رأسي كبير مثبت على غطاء الرأس، الشائع في طائرات الاختبار لأن الموقع يوفر القراءات الأكثر دقة لأجهزة الاختبار يتم تركيبه أمام تدفق الهواء المضطرب تم تجهيز إنتربرايس بمقاعد طرد صفرية من إنتاج شركة لوكهيد مثل تلك التي قامت بها شقيقتها كولومبيا في مهامها الأربع الأولى.

## الخدمات
حضر مسؤولوا ناسا و Star Trek Gene Roddenberry ، وفريق Star Trek (باستثناء ويليام شاتنر) حفل إطلاق المشروع بدأ البناء في إنتربرايس في 4 يونيو 1974. דوكان من المقرر تسمية الدستور وكشف النقاب عنه في يوم الدستور، 17 سبتمبر 1976 طلب معجبوا ستار تريك من الرئيس الأمريكي جيرالد فورد، من خلال حملة كتابة الرسائل، تسمية المركبة المدارية على اسم المركبة الفضائية الخيالية للبرنامج التلفزيوني، يو إس إس إنتربرايس. استشهد مستشارو البيت الأبيض بـ «مئات الآلاف من الرسائل» من تريكيز، «أحد أكثر الدوائر الانتخابية تكريسًا في البلاد»، كسبب لإعطاء المكوك الاسم. على الرغم من أن فورد لم يذكر الحملة علنًا، إلا أن الرئيس قال إنه «منحاز لاسم» إنتربرايس، ووجه مسؤولي ناسا لتغيير الاسم.
في منتصف عام 1976، استخدمت المركبة المدارية لاختبارات الاهتزاز الأرضي، مما سمح للمهندسين بمقارنة البيانات من مركبة طيران فعلية مع النماذج النظرية. في 17 سبتمبر 1976، تم طرح المشروع من مصنع روكويل في بالمديل، كاليفورنيا. تقديرا للاسم مسلسل الخيال العلمي الذي يحمل الاسم نفسه، منشئ ستار تريك جين كان رودنبيري ومعظم الممثلين الرئيسيين في السلسلة الأصلية لـستار تريك حاضرين في حفل التكريس.

## (ALT) اختبارات الاقتراب والهبوط

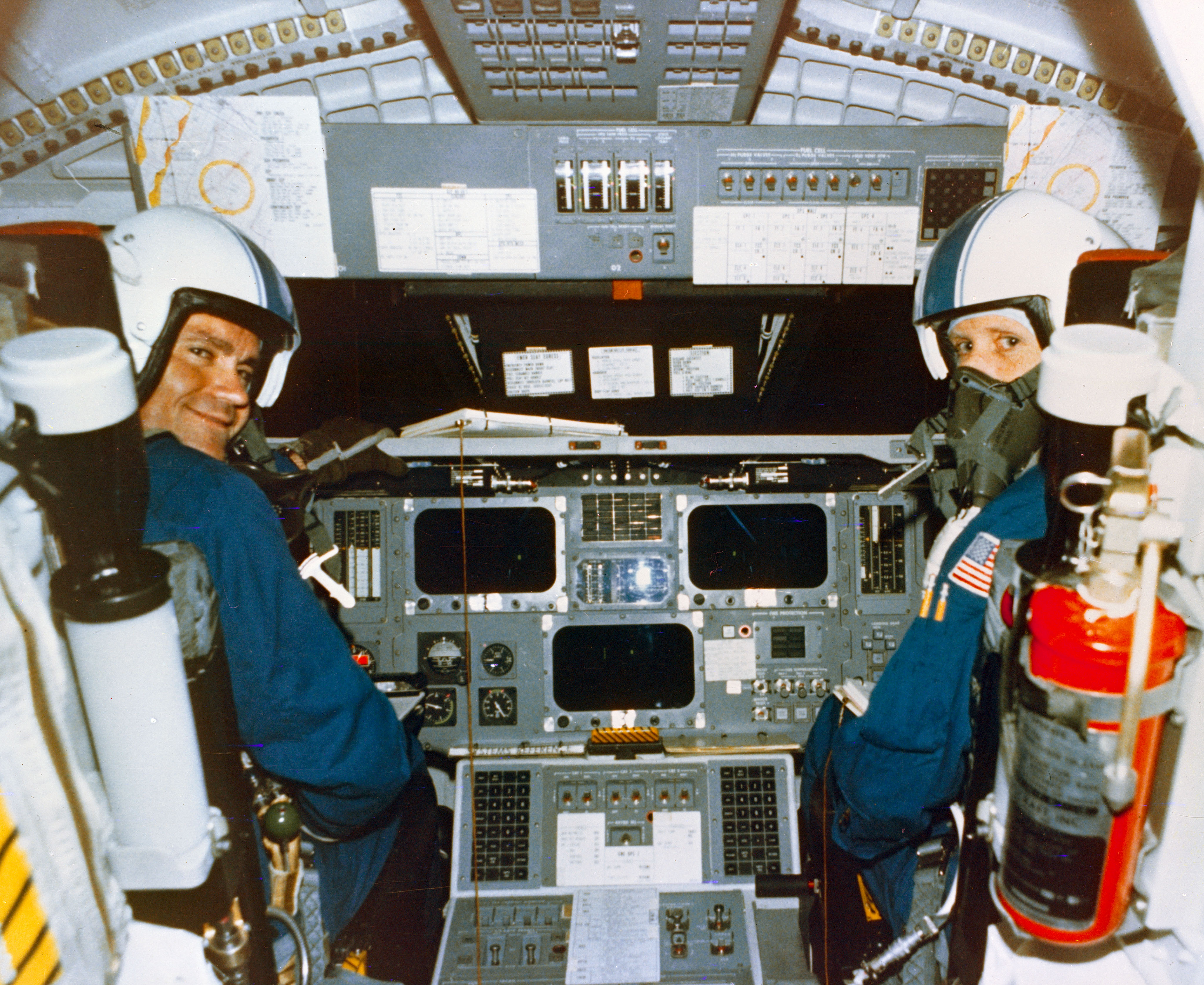
فريد هايز وجوردون فوليرتون (يرتدون قناع الأكسجين) في قمرة القيادة في إنتربرايز

في 31 يناير 1977، نُقل الإنتربرايس برا إلى مركز درايدن لأبحاث الطيران في قاعدة إدواردز الجوية لبدء الاختبار التشغيلي.
استخدمت ناسا مشروع دريان ناسا في مجموعة متنوعة من اختبارات الأرض والطيران بهدف التحقق من صحة جوانب برنامج المكوك، تمت الإشارة إلى فترة الاختبار الأولية البالغة تسعة أشهر بالمختصر ALT من أجل «اختبار النهج والهبوط». تضمنت هذه الاختبارات أول «رحلة» في 18 فبراير 1977، على متن طائرة بوينج 747 المكوك الناقل (SCA) لقياس الأوزان الهيكلية وخصائص المناولة الأرضية والفرملة، من نظام التزاوج. تم إجراء الاختبارات الأرضية لجميع الأنظمة الفرعية للمركبة المدارية للتحقق من الأداء الوظيفي قبل رحلة الغلاف الجوي. تم بعد ذلك إخضاع مشروع مجموعة/ SCA المتزاوجة لخمس رحلات تجريبية مع غير مأهولة وغير نشطة. الغرض من هذه الرحلات التجريبية كان لقياس خصائص رحلة التزاوج. أعقب هذه الاختبارات ثلاث رحلات تجريبية مع طاقم إنتربرايز للاختبارأنظمة التحكم في الطيران المكوك.
في 12 أغسطس 1977، طارت إنتربرايس بمفردها لأول مرة. خضعت لأربع رحلات مجانية أخرى حيث انفصلت المركبة عن هيئة الأوراق المالية والسلع وهبطت تحت سيطرة رواد الفضاء. تحققت هذه الاختبارات من خصائص الطيران لتصميم المركبة المدارية وأجريت في إطار العديد من الديناميكيات الهوائية وتكوينات الوزن. تم تنفيذ أول ثلاث رحلات جوية مع وضع الذيل في نهاية الجزء الخلفي من جسم الطائرة، مما قلل من السحب والاضطراب عند التزاوج مع SCA. شهدت آخر رحلتين إزالة غطاء الذيل وتركيب المحركات الرئيسية بالحجم الطبيعي. في الرحلة الخامسة والأخيرة بطائرة شراعية تم الكشف عن مشاكل التذبذب، والتي يجب معالجتها قبل حدوث الإطلاق المداري الأول.

## اختبار اهتزاز الأرض الرأسي المتزاوج (MGVT)
بعد الانتهاء من برنامج رحلة اختبار ALT ، في 13 مارس 1978، نُقل الإنتربريس مرة أخرى، ولكن هذه المرة في منتصف الطريق عبر البلاد إلى مركز مارشال لرحلات الفضاء التابع لناسا (MSFC) في ألاباما لاختبار التزاوج الرأسي للاهتزاز الأرضي (MGVT). تم رفع المركبة المدارية على حمالة مشابهة جدًا إلى تلك المستخدمة في مركز كينيدي للفضاء والموجودة داخل مبنى منصة الاختبار الديناميكي، وهناك أجري اختبار الاهتزاز الأرضي الرأسي (VMGVT-ET)،
والذي تم إرفاقه بدوره بمجموعة من معززات الصواريخ الصلبة الخاملة (SRB) لتشكيل مكدس إطلاق مكوك كامل، وتم وضع علامة عليه للمرة الأولى في تاريخ البرنامج أن جميع عناصر مكوك الفضاء، المدار، وخزان خارجي (ET)، واثنين من SRBs ، قد تم تزاوجهم معًا. خلال فترة البرنامج، سيُجرى على مجموعة الإطلاق سلسلة متعاقبة من اختبارات الاهتزاز التي تحاكي قدر الإمكان تلك المتوقعة خلال مراحل مختلفة من الإطلاق، بعض الاختبارات مع أجهزة SRB وأخرى بدونها.[بحاجة لمصدر]

## الاستعدادات المخطط لها للرحلات الفضائية
وختاما لهذا الاختبار، كان من المقرر إعادة إنتربرايس إلى بالمديل من أجل التعديل التحديثي كمركبة قادرة على الطيران في الفضاء بشكل كامل. بموجب هذا الترتيب، سيتم إطلاق انتربرايس في رحلتها الفضائية الأولى في يوليو 1981 لإطلاق قمر صناعي للاتصالات واستعادة مرفق التعرض طويل المدى، ثم تم التخطيط لإصدار عام 1980 على أول مركبة مدار تشغيلية، كولومبيا.
بعد ذلك، ستجري إنتربرايس مهمتين في مختبر الفضاء.  ومع ذلك، في الفترة ما بين إطلاق Enterprise وبدء كولومبيا، تم إجراء عدد من التغييرات المهمة في التصميم.